# Werner Stutz
Werner Stutz (* 10. April 1962 in Sarmenstorf) ist ein ehemaliger Schweizer Radrennfahrer.

## Sportliche Laufbahn
Als Amateur gewann Stutz 1986 eine Etappe im Grand Prix Guillaume Tell. Im Flèche du Sud wurde er Dritter. In der folgenden Saison wurde er Berufsfahrer im Radsportteam Isotonic-Cyndarella. Im Grand Prix Guillaume Tell gewann er den Prolog und eine Etappe. 1988 konnte er Etappenerfolge in der Tour de Suisse und erneut im Grand Prix Guillaume Tell verbuchen. In der Trofeo Baracchi belegte er mit Daniel Gisiger den 2. Platz.
Mit dem Sieg im Grand Prix Guillaume Tell 1990 feierte er seinen bedeutendsten sportlichen Erfolg.
Im Bahnradsport gewann er 1991 das Sechstagerennen von Zürich mit Stefan Joho als Partner. 
Stutz startete dreimal im Giro d’Italia. 1988 wurde er 43., 1989 62. und 1990 51. des Endklassements. In der Tour de France 1991 wurde er 113. Die Tour de Suisse fuhr er siebenmal. Der 38. Rang 1991 war sein bestes Gesamtergebnis. 1995 beendete er seine Karriere als Radprofi.  
Stutz ist seit 1991 Inhaber des Fachgeschäfts «Radsport Stutz» in Fahrwangen.